# 18182 Wiener
18182 Wiener è un asteroide della fascia principale. Scoperto nel 2000, presenta un'orbita caratterizzata da un semiasse maggiore pari a 2,8324402 UA e da un'eccentricità di 0,0060338, inclinata di 1,05149° rispetto all'eclittica.